# FIFA Street 2
Fifa Street 2 é um jogo eletrônico lançado em 2006. Fifa Street foi desenvolvido pela EA Sports BIG. Foi lançado para os consoles Nintendo DS, Nintendo Game Cube, Xbox, PSP, PlayStation 2 e mobile.

## Arenas
- Rio de Janeiro, Brasil
- Cidade do México, México
- Nova Iorque, Estados Unidos
- Berlim, Alemanha
- Amsterdã, Holanda
- Londres, Inglaterra
- Marselha, França
- Roma, Itália
- Lagos, Nigéria

## Equipes
- Alemanha
- Argentina
- Austrália
- Brasil
- Camarões
- Coreia do Sul
- Dinamarca
- Escócia
- Espanha
- Estados Unidos
- França
- Grécia
- Inglaterra
- Irlanda
- Itália
- México
- Nigéria
- Portugal
- Tchéquia
- Suécia
- Legends
- Street Kickers
- Street Ballers

## Recursos
O jogo tem várias características e modos diferentes.

### Jogar agora
No jogar agora (ou play now), o jogador escolhe o time que vai jogar e seu adversário, deixando para a máquina a escolha da quadra onde vai ser jogada a partida. Neste caso, o nível de dificuldade praticado é de acordo com as configurações do jogo.

### Modos de jogo
Pode escolher entre amistoso (friendly, que é semelhante ao "Jogar agora" , mas neste caso você escolhe seu quarteto e seu adversário, a quadra, a bola e as regras do jogo), Rule the street, que é uma competição na qual você cria um jogador e passa por diferentes provas de jogo e Skills chalenge, onde você escolhe oito jogadores que tem de fazer diferentes dribles e movimentos, de acordo com o que o jogo pedir. Infelizmente o game não tem modo de Copas para os jogadores disputarem, o que deixa a desejar, mais ainda é um jogo muito aclamado.

## Rádios
Tem três rádios pré-definidas, com a opção de você criar uma nova estação com as músicas que quiser. Uma rádio personalizada comporta até 25 músicas. As rádios pré-definidas são:
- Live FM: Rádio com seleção musical com rock, rap e outros.

- Rider Radio: Rádio com seleção de Drum & Bass e outros gêneros de música eletrônica.

- Radio Bongo: Rádio que toca músicas latinas do passado e do presente, tendo como locutor e selecionador DJ Marky.

## Game Breaker
Na partida, conforme você executa dribles e habilidades, ganha pontos que vão sendo acumulados. Cada ponto que é ganho faz crescer uma barra nos cantos superiores da tela. Quando a barra fica completa, o jogador da equipe que tem o Game Breaker a seu favor tem de passar com a bola sobre uma estrela que aparece no meio do campo. Cada drible aplicado no adversário faz o gol adquirir um novo valor. Com isso, o gol marcado enquanto ele ainda tiver o Game Breaker vale:
| Nº de dribles | Nº de gols a favor | Nº de gols descontados do adv. | Comentário                                                                  |
| ------------- | ------------------ | ------------------------------ | --------------------------------------------------------------------------- |
| 0             | 1                  | 0                              | Resultados apenas válidos se você fizer o gol                               |
| 1             | 1                  | 1                              | Resultados apenas válidos se você fizer o gol                               |
| 2             | 2                  | 1                              | Resultados apenas válidos se você fizer o gol                               |
| 3             |                    |                                | Vence o jogo automaticamente por K.O. se você ainda conseguir fazer um gol. |